# Comuna Hrușka, Uleanovka
Hrușka (în ucraineană Грушка) este o comună în raionul Uleanovka, regiunea Kirovohrad, Ucraina, formată din satele Hrușka (reședința) și Stanislavove.

## Demografie
Componența lingvistică a comunei Hrușka
     Ucraineană (98,69%)
     Alte limbi (1,19%)
Conform recensământului din 2001, majoritatea populației comunei Hrușka era vorbitoare de ucraineană (98,69%), existând în minoritate și vorbitori de alte limbi.